# جزیره سیاه

روی جلد نسخه فارسی جزیره سیاه

 جزیره سیاه (به فرانسوی: L'Île noire) هفتمین کتاب از مجموعهٔ کتاب‌های مصور ماجراهای تن‌تن و میلو، اثر نویسنده و کارتونیست بلژیکی هرژه است. این داستان توسط روزنامه محافظه‌کار بلژیکی لو ونتیم سیکل جهت چاپ در ضمیمه هفتگی لو پتی ونتیم سفارش داده شده بود و از آوریل تا نوامبر ۱۹۳۸ میلادی به صورت سریالی منتشر شد. داستان کتاب درباره سفر تن‌تن خبرنگار جوان بلژیکی و سگ وی میلو به انگلستان در تعقیب جاعلان اسکناس است. تن‌تن که به دروغ به دزدی متهم شده و تحت تعقیب دوپونت و دوپونط قرار گرفته، به دنبال جاعلان به اسکاتلند رفته و مخفی‌گاه آن‌ها در جزیره سیاه را کشف می‌کند.
این کتاب به زبان فارسی ترجمه شده است
این کتاب توسط انتشارات یونیورسال در سال ۱۳۵۴ ابتدا به صورت سیاه و سفید در سال ۱۳۵۶ به صورت رنگی چاپ شد
انتشارات رایحه اندیشه در سال ۱۳۸۰ این کتاب را به چاپ رساند

## داستان
تن‌تن توسط دو خلبان ناشناس هدف گلوله قرار می‌گیرد که بعد از بهبودی در تعقیب ایشان به یک باند بزرگ جعل اسکناس در اسکاتلند می‌رسد.

## آیا می‌دانستید
- جزیره سیاه به اعتقاد بسیاری از افراد، یکی از پرکارترین ماجراهای تن‌تن می‌باشد. به این علت که سه نسخه از آن توسط هرژه ساخته و منتشر شد. نسخه سیاه و سفید آن به سال ۱۹۳۸ بازمی‌گردد و ۵ سال بعد اولین نگارش رنگی آن ساخته و عرضه شد. هرچند در ۱۹۶۵ انتشارات طرف قرار داد در انگلستان به بهانه عدم نمایش ظاهری خوب از بریتانیا و اشاراتی به ارتش آزادی‌خواه ایرلند، هرژه را وادار به ساخت نسخه‌ای جدید از کتاب مذکور نمود.

تغییرات پیشنهادی ناشر، اصولاً تغییرات کوچکی بودند (به‌طور مثال نوع یونیفورم پلیس انگلستان یا شکل قطارهای انگلستان) و در کل داستان تأثیری نداشتند.
- در این کتاب تن‌تن در قسمتی از داستان مجبور به پوشیدن لباس مبدل اسکاتلندی می‌شود که شامل دامن و کلاه مخصوص اسکاتلندی‌ها است.